# Limnaecia zonomacula
Limnaecia zonomacula là một loài bướm đêm thuộc họ Cosmopterigidae. Nó được tìm thấy ở Úc.